# 이동진 (방송인)
이동진 (1982년 5월 25일 ~ )은 대한민국의 방송인, MC이다.

## 학력
- 광명북고등학교 (졸업)
- 상명대학교 영화학과 (졸업)

## 출연작

### 텔레비전 프로그램
- 《공포체험》 (2003년, 온게임넷)
- 《생방송비비빅》 (2004년, 온게임넷)
- 《헬로플스마켓》 (2005년, 온게임넷)
- 《생방송 심심타파 팡야》 (2005년, 온게임넷)
- 《COM2us 모바일리그》 (2005년, 온게임넷)
- 《퀸오브카트》 (2006년, 온게임넷)
- 《코오롱 하나은행 한국오픈 팡야 리그》 (2006년, 온게임넷)
- 《마구마구》 (2006년, 온게임넷)
- 《우리말 우리글》 (2006년, EBS)
- 《로봇파워》 (2007년, EBS)
- 《12시에 만나요 XBOX360》 (2007년, 온게임넷)
- 《스타 뒷담화 시즌 2》 (2007년, 온게임넷)
- 《내일은 마구王》 (2007년, 온게임넷)
- 《PROJECT 브리스톨》 (2007년, 온게임넷)
- 《뭐든지 중계! 사파리》 (2008년, Superaction)
- 《와이드 연예뉴스》 (2009년, Mnet)
- 《하트비트메가폰》 (2010년, 온게임넷)
- 《희망TV》 (2011년, SBS)
- 《비디오 서바이벌 디렉터스 시즌2》 (2012년, 온게임넷)
- 《켠김에 왕까지》 (2013년, 온게임넷)
- 《리그오브레전드 더 챔피언스》 (2013년, 온게임넷)
- 《한판만 시즌 1》 (2013년, 온게임넷)
- 《LOL Night Show - 나는 캐리다》 (2013년, 온게임넷)
- 《꾸러기 안전 체험 한마당》 (2013년, SBS)
- 《한판만 시즌 2》 (2013년, 온게임넷)
- 《Battle of the Atlantic 2013》 (2013년, 온게임넷)
- 《더 지니어스: 룰 브레이커 - 비하인드》 (2014년, 온게임넷)
- 《WGL APAC 시즌 1》 (2014년, 온게임넷)
- 《한판만 입롤 특집》 (2014년, 온게임넷)
- 《HOT6 LOL CHAMPIONS SUMMER 2014》 (2014년, 온게임넷)
- 《추석특집 온게임넷 스페셜》 (2014년, 온게임넷)
- 《왓따! 풍선껌크게불기 챔피언쉽 시즌 3》 (2014년, 온게임넷)
- 《WGL APAC 시즌 2》 (2014년, 온게임넷)
- 《한판만 시즌 3》 (2014년, 온게임넷)
- 《왓따! 풍선껌크게불기 챔피언쉽 시즌 4》 (2015년, 온게임넷)

### 텔레비전 드라마
- 《과거를 묻지 마세요》 (2008년, OCN) ... 태현 역
- 《복권 3인조》 (2008년, KBS Drama)
- 《태양을 삼켜라》 (2009년, SBS) ... 현성 역
- 《너의 목소리가 들려》 (2013년, SBS) ... 우판사 역
- 《어떤 안녕》 (2014년, 드라마큐브) ... 정수 역
- 《갑동이》 (2014년, tvN) ... 정신건강의학과 의사 역
- 《미녀의 탄생》 (2014년~2015년, SBS) ... 토크쇼 진행자 역
- 《피노키오》 (2014년, SBS) ... 강성학 역
- 《너를 사랑한 시간》 (2015년, SBS) ... 송민국 역
- 《오 마이 비너스》 (2015년, KBS2) ... 장이진의 매니저 역
- 《리멤버 - 아들의 전쟁》 (2015년, SBS) ... 술파티 진행자 역
- 《고호의 별이 빛나는 밤에》 (2016년, 중국 소후 닷컴) ... 고호의 아버지 역
- 《터널》 (2017년, OCN) ... 황도경 역
- 《나의 위험한 아내》 (2020년, MBN) ... 박진혁 역
- 《오늘의 웹툰》  (2022년, SBS)... 양경식 역
- 《나의 해피엔드》 (2024, 넷플릭스,TV조선)... 최도훈 역

### 영화
- 《꽃피는 봄이 오면》 (2004년) - 웨이터 역.
- 《동갑내기 과외하기 레슨 2》 (2007년) - 퀴즈대회 사회자 역.
- 《기다리다 미쳐》 (2008년) - 허리환자 역.
- 《리얼리티 바이츠》 (2008년)
- 《머니백》 (2018년) - 오락실 웨이터 1 역.
- 《담보》 (2020년) - 승이 남자친구 (신랑) 역.

### 인터넷
- 《야후쇼》 (2010년)
- 《맨's 오브 레전드/걸스 오브 레전드》 (2014년)